# Friedrich Arnold Brockhaus

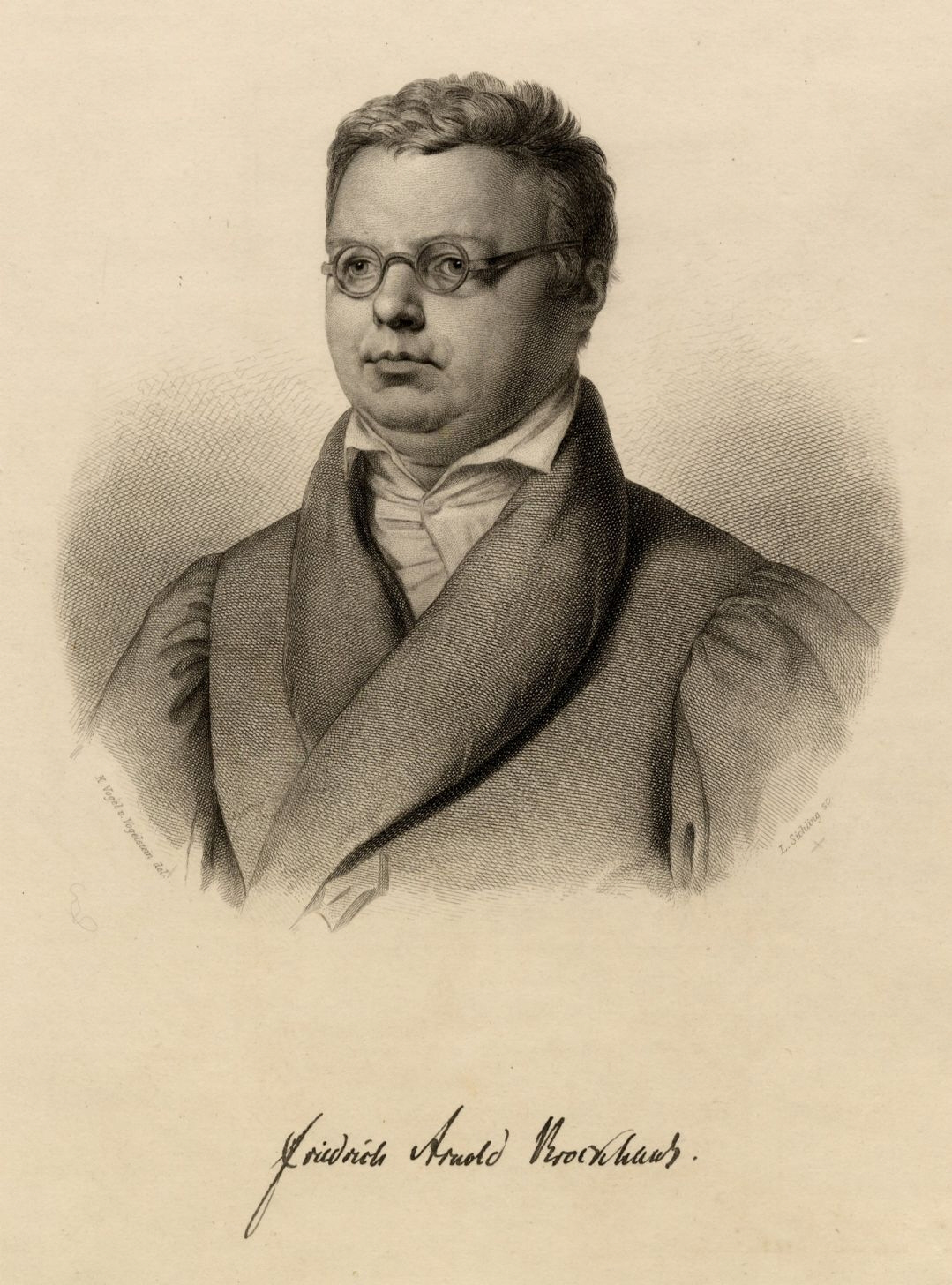
Friedrich Arnold Brockhaus

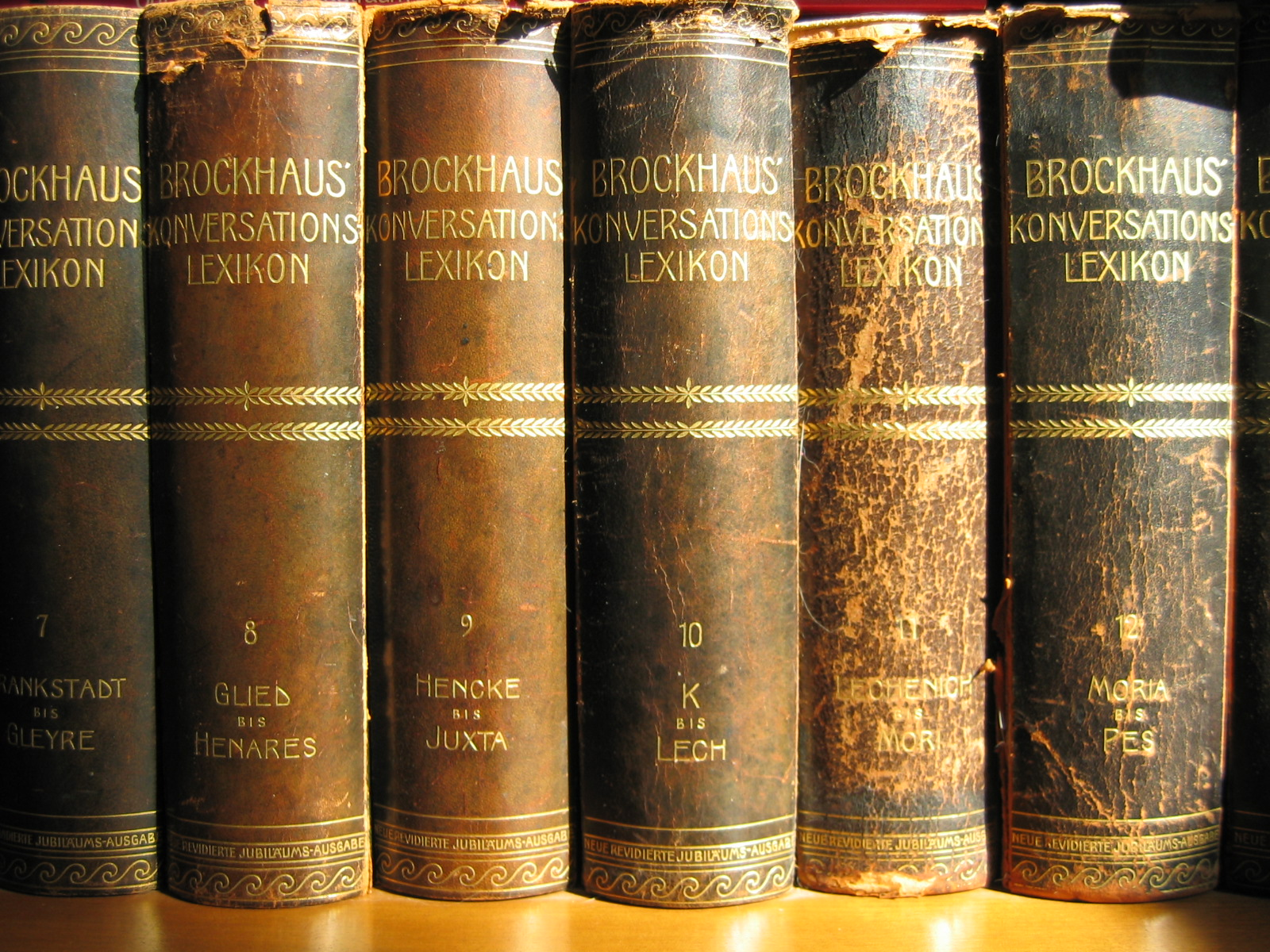
Leksykon Brockhausa

Friedrich Arnold Brockhaus (ur. 4 maja 1772 w Dortmundzie, zm. 20 sierpnia 1823 w Lipsku) – niemiecki wydawca i księgarz, twórca firmy wydawniczej Brockhaus oraz inicjator i wydawca Encyklopedii Brockhausa.
Gimnazjum ukończył w Dortmundzie, w 1788 przeprowadził się do Düsseldorfu i podjął pracę w jednej z tamtejszych firm kupieckich, zajmując się tym do 1793 r., po czym przez dwa lata studiował filologię współczesną na uniwersytecie w Lipsku. Później wrócił do rodzinnego miasta i założył skład towarów angielskich. W 1801 przeprowadził się do Arnhem, a w 1802 r. do Amsterdamu, w obu tych miastach prowadził magazyn towarów z Anglii. Własną firmę wydawniczą utworzył w roku 1805 w Amsterdamie, w tym okresie nabył prawa do Konversations-Lexikon i kontynuował tę serię wydawniczą. Firma jednak miała liczne problemy i w 1810 r. musiał przeprowadzić ją do Niemiec, działając w 1811 w Altenburgu, a od 1818 r. w Lipsku. Już w 1812 zaczął drugą edycję Konversations-Lexikon, tym razem z dużym sukcesem.
Wydawał dwa czasopisma poświęcone literaturze: Journale Hermes oder kritisches Jahrbuch der Literatur i Literarisches Wochenblatt das Verlagsprogramm. Opublikował też pracę Raumera Geschichte der Hohen Staufen und ihrer Zeit
oraz Eberta Allgemeines bibliographisches Lexikon.
Po śmierci firmę przejęli jego synowie: Friedrich i Heinrich. Inny syn, Hermann Brockhaus, został orientalistą.
Firma działała do II wojny światowej, po której została znacjonalizowana w 1953 przez władze Niemieckiej Republiki Demokratycznej i nazwana VEB F.A. Brockhaus Verlag. Z kolei w Republice Federalnej Niemiec prywatni właściciele dawnej firmy utworzyli odrębną firmę wydawniczą F.A. Brockhaus.
W latach 1860–1894 firma wydała 81. tomową „Bibliotekę Pisarzy Polskich”, przez krótki czas (od 1861 do 1865) wydawała też miesięcznik „Bibliografia Polska”.
Na cześć wydawcy nazwano planetoidę (27765) Brockhaus.